# Holland (Ohio)
Holland é uma vila localizada no estado norte-americano de Ohio, no Condado de Lucas.

## Demografia
Segundo o censo norte-americano de 2000, a sua população era de 1306 habitantes.
Em 2006, foi estimada uma população de 1270, um decréscimo de 36 (-2.8%).

## Geografia
De acordo com o United States Census Bureau tem uma área de
2,2 km², dos quais 2,2 km² cobertos por terra e 0,0 km² cobertos por água.

## Localidades na vizinhança
O diagrama seguinte representa as localidades num raio de 12 km ao redor de Holland.